# TrkA
Нейротрофная рецепторная тирозинкиназа 1 (NTRK1) или TrkA (тропомиозин-рецепторная киназа A) — представитель семейства протеинкиназ NTRK, в которое также входят TrkB и TrkC. TrkA является мембранным высокоаффинным рецептором нейротрофина, при связывании с которым фосфорилирует себя и другие белки, входящие в состав сигнальных путей MAPK. Из нескольких известных нейротрофинов TrkA наиболее сильно связывает NGF. Важную для выживания и развития клетки роль играют взаимодействия TrkA с p75. Другими нейротрофическими факторами, связанными с NGF, являются BDNF, NT-3 и NT-4. TrkB активируется BDNF, NT-4, и NT-3. TrkC активируется только NT-3.    

## Роль в заболеваниях
Изначально TrkA была клонирована из опухоли толстой кишки. Эта раковая опухоль произошла посредством транслокации, которая привела к активации киназы TrkA. Однако сама TrkA оказалась не онкогеном. 
Мутации гена NTRK1 ассоциированы с врождённой нечувствительностью к боли с ангидрозом. В одном исследовании отмечено отсутствие экспрессии TrkA в роговице больных, страдающих кератоконусом, с одновременным повышением уровня репрессивной формы транскрипционного фактора Sp3.

## Функции
TrkA является медиатором множественных эффектов NGF, включающих дифференциацию нейронов и избегание запрограммированной клеточной смерти.

## Регуляция TrkA
Уровни определённых белков могут регулироваться  через систему "убиквитин/протеасома". Убиквитин присоединяется к TrkA с помощью убиквитинлигазы,  после чего её расщепляет протеасома. Этот механизм может быть определённым способом контролирования срока существования нейрона. Степень и, возможно, тип убиквитинирования TrkA может регулироваться другим рецептором NGF, p75NTR. 

## Лиганды
Небольшие молекулы, такие как амитриптилин и производные гамбоговой кислоты, требуются для активации TrkA. Амитриптилин активирует TrkA и способствует гетеродимеризации TrkA и TrkB в отсутствии NGF. Связывание амитриптилина с TrkA происходит в богатых лейцином местах (LRR) внеклеточного домена рецептора, отличающегося от места связывания с NGF.  Амитриптилин обладает нейротрофической активностью как in vitro, так и in vivo. Производные гамбоговой кислоты выборочно активируют TrkA, как in vitro, так и in vivo, взаимодействуя с цитоплазмотическим околомембранным доменом TrkA, но не активируют TrkB и TrkC.